# アメリカ科学振興協会

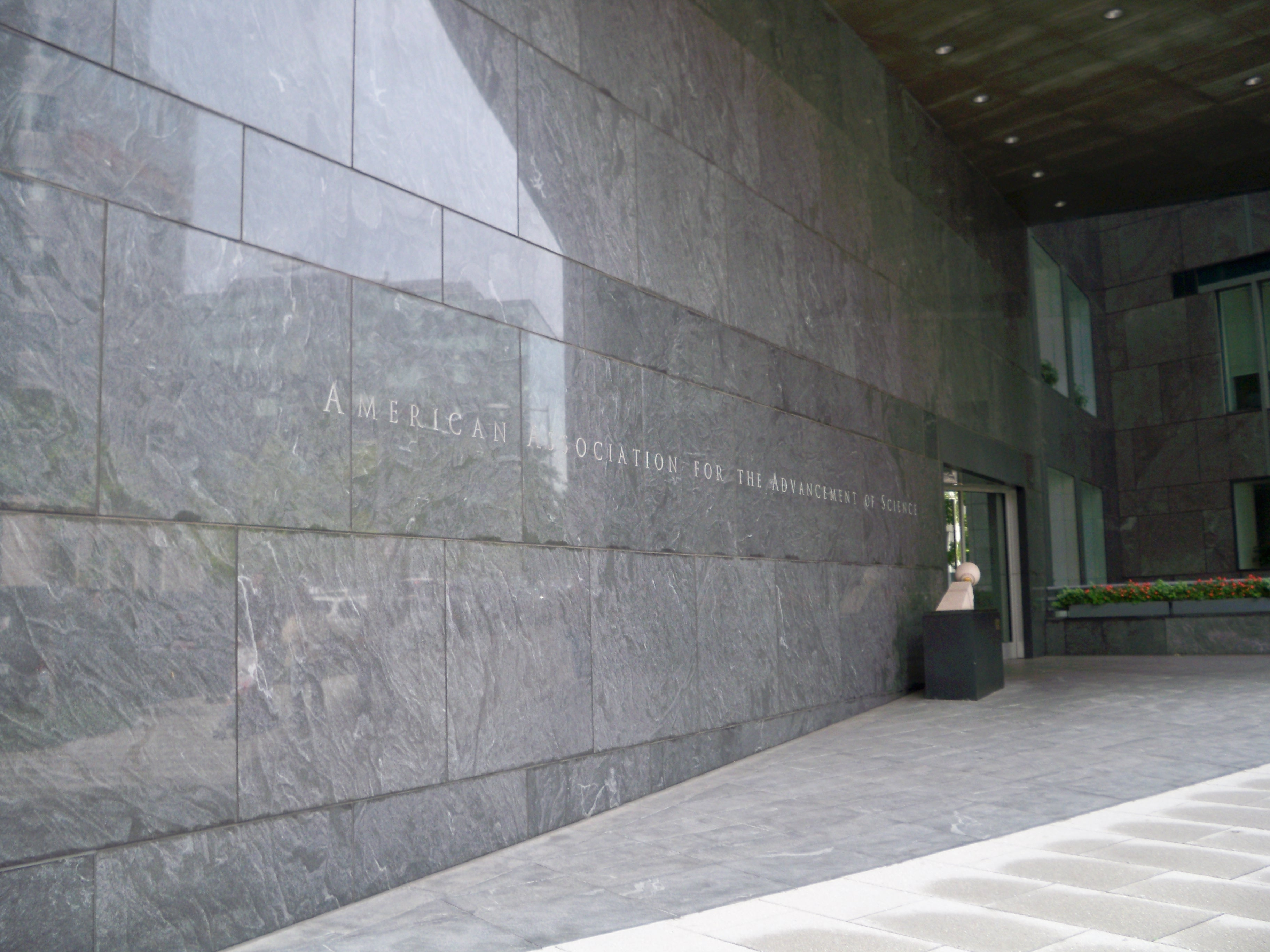
ワシントンD.C.にあるオフィス

アメリカ科学振興協会（アメリカかがくしんこうきょうかい、American Association for the Advancement of Science; AAAS）は、科学者間の協力を促進し、科学的自由を守り、科学界からの情報発信を奨励し、全人類の幸福のために科学教育をサポートする組織である。世界的にも最大級の学術団体で、有名な科学雑誌『サイエンス』の出版元としても知られている。

## 歴史

### 発足
アメリカ科学振興協会は1848年9月20日、ペンシルベニア州で創設された。母体となったのは Association of American Geologists and Naturalists である。初代会長には組織改革に熱心だった William Cox Redfield が選ばれた。9月20日の会議で採択された最初の憲章によれば、協会の目的は、科学的協力体制を築くために科学界の話し合いを促進することであった。そのため、協会は科学研究のリソースを活用して科学の発展を促進することとなった。また、科学界の広報の役目も果たし、科学界のリソースを増強することとなった。
AAAS 設立時、会員はわずか87人だった。会員にはアメリカ海軍の海洋学者マシュー・フォンテーン・モーリーもおり、1848年の最初の会議から参加していた。
1848年9月22日（金曜日）の午後の会議で Redfield が司会を務め、マシュー・フォンテーン・モーリー は Winds and Current Charts と題して完全に科学的な報告を行った。モーリーは数百の船舶の航海士がアメリカ海軍天文台に航海の記録を送っていると述べた。「このような協力体制はこれまでになかった」と彼は述べた。しかし彼は他の科学者にもっと同時並行的な観測が必要であると指摘した。
モーリーは「この作業は特定の国家や時代のためのものではない」と述べた。AAAS の議事録は「この問題」の重要性に鑑みて公開されている。「キリスト教界は海軍との協力には首肯しないかもしれないが、少なくとも航海記録はワシントンの海軍天文台のマシュー・F・モーリーに提供されるべきである」と記している。
ヴァージニア大学教授で後にマサチューセッツ工科大学を設立したウィリアム・バートン・ロジャースは「マシュー・モーリーの風と海流の図の拡張と完成のため、ヨーロッパや他の海外の航海士の観測結果も利用できるようにするよう海軍長官に覚書を提出する作業を5つの委員会で行う」という決議案を示した。決議は採択され、ロジャースだけでなく以下の会員が委員に任命された。Joseph Henry（ワシントン）、Benjamin Peirce（ケンブリッジ）、James H. Coffin（イーストン）、Stephen Alexander（プリンストン）。モーリーは大きな成果を得てワシントンに帰っていった。

### 成長と南北戦争による休止
1860年には会員数は2000以上に増大した。しかし歴史の波が AAAS の継続的な成長を妨げることとなった。第一次ブルランの戦いで本格的な戦争が始まったために1861年8月にナッシュビルで予定されていた会合が無期延期され、南北戦争の間 AAAS は冬眠状態となったのである。
1866年、Frederick Barnard の司会でニューヨークでのAAASの戦後初の会合が開催された。
AAAS の組織改正後、再度の成長期が訪れた。AAASは会員になるのに特に科学的資格を問わなかった。ただし、著名な科学者にはフェローの称号を与えている。しかし、そのころには他の学術団体も設立され、成長は無限ではなかった。科学の様々な分野をひとつの組織の元に統合するという AAAS の目標はまだ目新しかった。当時設立された数々の学術団体は特定の研究分野に特化したものがほとんどであった。例えば1863年に設立されたアメリカ化学会は化学専門である。
しかし、1863年に設立された米国科学アカデミー(NAS)は AAAS と同様の学際的組織であった。ただしNASでは会員の推薦と当人の業績を評価した上で会員とするかどうかを決めている。

### 2000年代の活動
2006年にCEOに就任した Alan I. Leshner は、どれだけの人々が科学と信仰の折り合いをつけているかという議論について様々な記事を出版した。彼は、学校の理系カリキュラムに「創造論」や「インテリジェント・デザイン」といった非科学的な内容を導入することに反対している。
2006年12月、気候変動についての公式見解として「科学的な証拠は明らかである。人類の活動によって地球規模の気候変動が起きており、それによる社会への脅威は増大しつつある…過去5年間で変化の速度は速まり、気候変動の証拠が顕著になってきている。温室効果ガスを制限するなら今しかない」と発表した。
2007年2月、ミャンマーでの人権侵害の証拠として衛星画像を使用。翌年、Center for Science Diplomacy を発足させ、関係各国間で科学を中心とする幅広い連携を進める「科学外交」を促進することにした。

## 運営
AAASの憲章は1973年1月1日に制定されたのが最新で、それによればAAASは「代表」・「管理部門」・「協議会」・「取締役会」の4つで運営される。

### 代表
AAASの代表は選挙で選ばれ、独特な3年間の任期となっている。初年はPresident-elect（次期会長）として過ごし、2年目はPresident（会長）となり、3年目に取締役会のChairperson（議長）となる。つまり、どの時点でもPresident-electとPresidentとChairpersonがいて、毎年順繰りに入れ替わるようになっている。
代表に選ばれるのはその時点の著名な科学者である。主な歴代代表は次の通り。
- エイサ・グレイ (1871) - 植物学
- サイモン・ニューカム (1877) - 天文学
- エドワード・S・モース (1886) - 動物学
- サミュエル・ラングレー (1887) - 天文学
- エドワード・ピッカリング (1912) - 天文学
- ロバート・ミリカン (1929) - 物理学
- フランツ・ボアズ (1931) - 人類学
- エドワード・ソーンダイク (1934) - 心理学・教育学
- アーサー・コンプトン (1942) - 物理学
- グレン・シーボーグ (1972) - 化学・物理学
- マーガレット・ミード (1975) - 文化人類学
- スティーヴン・ジェイ・グールド (2000) - 古生物学・進化生物学

### 管理部門
AAASの日常業務を行う管理職は、取締役 (Executive Officer)、財務担当 (Treasurer)、各セクションの秘書の3段階となっている。そのトップはCEOと呼ばれ、サイエンス誌の編集長を兼ねている。2013年現在のCEOは Alan I. Leshner である。

#### セクション
AAASには24のセクションがあり、それぞれ特定の分野を扱う。農学、人類学、天文学、大気科学、生物学、化学、歯学、教育学、工学、科学技術一般、地質学、地理学、科学史と科学哲学、テクノロジー、計算機科学、言語学、数学、医学、神経科学、薬学、物理学、心理学、科学と人権、社会科学と政治学、科学技術の社会的影響、統計学というセクションがある。

#### 団体会員
AAASには262の学会などが加入しており、それを含めれば1000万人以上の会員がいることになる。中には超常現象を扱う団体も含まれる。

### 協議会
協議会は、取締役会、各セクションの元会長、選ばれた代表で構成される。選ばれた代表の中には米国科学アカデミーの代表2名とアメリカ各地の代表が含まれる。AAAS社長が協議会の議長を務める。メンバーの任期は3年である。
AAASについての重要事項を議論する会議を毎年開催している。協会の全ての活動を調査する権限があり、新たなフェローの選出、決議案の採択、憲章の改正や細則の追加、新たなセクションの創設、地方支部設立などを決める。

### 取締役会
取締役会は、会長、社長、次期社長、選挙で選ばれた8人の理事、協会の取締役、理事の推薦で理事になった2名で構成される。理事の推薦で理事になった2名の任期は3年、他は4年の任期となっている。
取締役会には様々な権限と責任がある。協会の資金の管理、予算の決定、取締役の任命、憲章改正の提案、協会の全体会合の日時と場所の決定などを行う。協会を代表して対外的に発言・発表することもある。また、協議会と定期的にやりとりしなければならない。

## 顕彰
- ニューカム・クリーブランド賞
- フィリップ・アベルソン賞